# Christmas (album Cher)
Christmas – dwudziesty siódmy album studyjny amerykańskiej piosenkarki Cher wydany 20 października 2023 roku nakładem Warner Records. Jest to pierwszy od dziesięciu lat album artystki z autorskim materiałem po Closer to the Truth wydanym w 2013 roku, a także pierwszy album świąteczny.

## Tło wydania
W lipcu 2023 roku Cher po raz pierwszy ogłosiła, iż pracuje nad albumem świątecznym. Na Twitterze napisała, iż nigdy nie chciała wydać świątecznego albumu, niemniej jednak nagrany materiał był „tak dobry, jak każda inna płyta”, którą wydała. Podczas jednego z wrześniowych wydań programu Good Morning Britain artystka wyraziła dumę ze swojej płyty, mówiąc, że „nie jest to bożonarodzeniowy album twojej matki, ale świąteczny album Cher”. W dniu 7 września 2023 artystka zaprezentowała okładkę albumu, do której dołączono podpis z pytaniem skierowanym do czytelnika: „Czy chcesz spędzić ze mną Święta Bożego Narodzenia?”.
W projekcie gościnnie wystąpili Darlene Love, Michael Bublé, Tyga, Cyndi Lauper oraz Stevie Wonder. Cher stwierdziła, że decyzja o nagraniu duetów została podjęta w „w ostatniej chwili”.
Cztery piosenki z albumu to utwory oryginalne: „DJ Play a Christmas Song”, „Angels in the Snow”, „Drop Top Sleigh Ride” oraz „Christmas Ain’t Christmas Without You”.

## Single
Pierwszym singlem został wydany w dniu 6 października 2023 roku utwór „DJ Play a Christmas Song”. Piosenka dotarła do 90. miejsca na Billboard Hot 100, stając się tym samym debiutem Cher na tej liście od czasu wydania „Song for the Lonely” w maju 2002 roku. Utwór dotarł także do 1. miejsca na Billboard Dance/Electronic Digital Song Sales oraz Billboard Adult Contemporary, czyniąc Cher jedyną osobą w historii, która w każdej z siedmiu dekad, począwszy od lat 60. do 2023 roku miała hit na pierwszym miejscu którejkolwiek z list prowadzonych przez Billboard.
W wielkiej Brytanii utwór dotarł do 18. miejsca na UK Singles Charts.

## Sprzedaż
Album zadebiutował na 32. miejscu listy Billboard 200 w USA i na 1. miejscu listy Top Holiday Album z liczbą 21 000 sprzedanych egzemplarzy. Wydawnictwo zostało uznane przez Billboard za najlepiej sprzedającą się kolekcję sezonową 2023 roku pod względem tradycyjnej sprzedaży z wynikiem 133 000 kopii na terenie USA od 4 listopada do 6 stycznia 2024 roku.
W Wielkiej Brytanii  po pierwszym tygodniu sprzedaży wydawnictwo dotarło do 42. miejsca na liście UK Albums Chart. W grudniu 2023 album wspiął się na 5. miejsce.

## Lista utworów
1. „DJ Play a Christmas Song”
2. „What Christmas Means to Me” (ze Stevie Wonder)
3. „Run Rudolph Run”
4. „Christmas (Baby Please Come Home)” (z Darlene Love)
5. „Angels in the Snow”
6. „Home” (z Michael Bublé)
7. „Drop Top Sleigh Ride” (z Tyga)
8. „Please Come Home for Christmas”
9. „I Like Christmas”
10. „Christmas Ain’t Christmas Without You”
11. „Santa Baby”
12. „Put A Little Holiday In Your Heart” (z Cyndi Lauper)
13. „This Will Be Our Year”

Wszystkie utwory, z wyjątkiem jednego, wyprodukowane zostały przez Marka Taylora. Producentami utworu „Drop Top Sleigh Ride” są Alexander Edwards, Ryan OG oraz Mike Crook.

## Notowania i certyfikaty
| Notowanie (2023)                          | Najwyższa pozycja |
| ----------------------------------------- | ----------------- |
| Belgia (Ultratop Flanders)                | 49                |
| Belgia (Ultratop Wallonia)                | 45                |
| Niemcy (Offizielle Top 100)               | 9                 |
| Szkocja (OCC)                             | 4                 |
| Szwajcaria (Schweizer Hitparade)          | 12                |
| Wielka Brytania (OCC)                     | 5                 |
| Stany Zjednoczone (US Top Holiday Albums) | 1                 |
| Stany Zjednoczone (Billboard 200)         | 32                |
| Austria (Ö3 Austria)                      | 7                 |
| Kanada (Billboard)                        | 37                |
| Hiszpania (PROMUSICAE)                    | 60                |
| Węgry (MAHASZ)                            | 17                |
| Francja (SNEP)                            | 47                |
| Litwa (AGATA)                             | 55                |
| Holandia (Album Top 100)                  | 54                |
| Australia (ARIA)                          | 40                |
| Chorwacja (HDU)                           | 16                |
| Polska (ZPAV)                             | 71                |
| Nowa Zelandia (RMNZ)                      | 18                |
| Irlandia (IRMA)                           | 66                |
| Szwecja (Sverigetopplistan)               | 23                |